# Werdt (Patrizierfamilie)

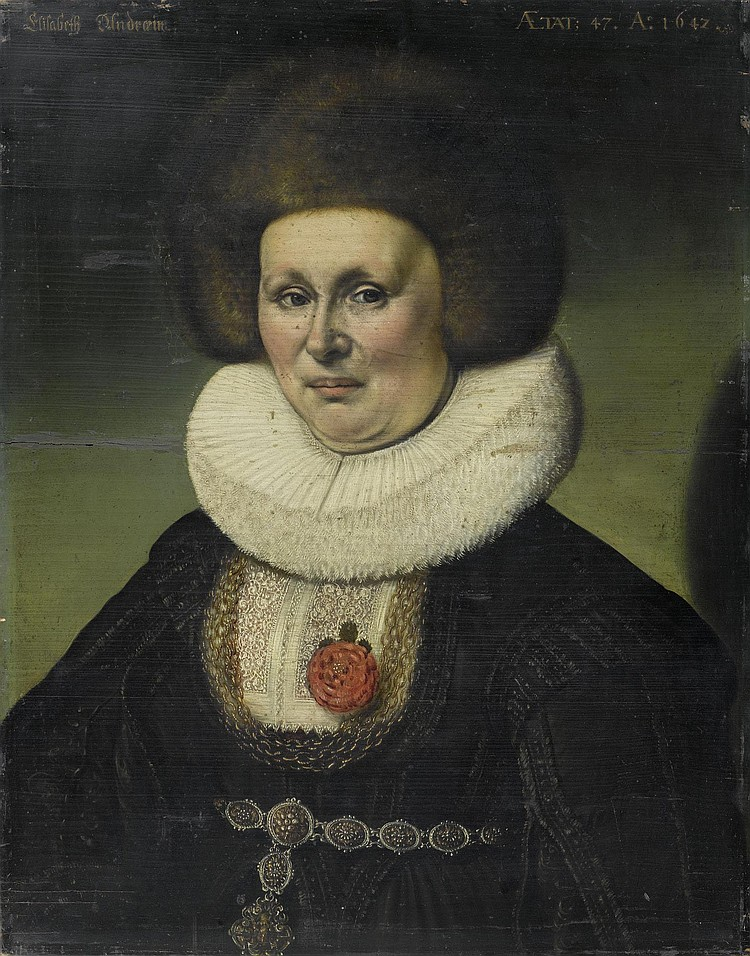
Hans Jakob Dünz, Bildnis Elisabeth von Werdt geb. Andreae (1642)

Die Familie von Werdt ist eine Berner Patrizierfamilie, die seit dem 15. Jahrhundert das Burgerrecht der Stadt Bern besitzt.
Zu den Besitzungen gehörte Schloss Toffen und um 1600 das Schlössli Zimmerwald und das Schlössli Heimenhaus.

## Personen
- Abraham von Werdt (1594–1671),[1] Gerber, Herr zu Toffen, Venner zu Gerwern und Deutschseckelmeister
- Daniel von Werdt, Bruder von Abraham, Landvogt zu Erlach (1648), Schwager der Anna von Diesbach[2]
- Friedrich von Werdt (1671–1737), Schultheiss zu Thun, Venner zu Gerwern und Deutschseckelmeister
- Georg Samuel von Werdt (1710–1792), Landvogt zu Vevey, Schriftsteller
- Friedrich Karl Georg von Werdt (1831–1893), freisinniger Nationalrat
- Franz Johann Armand von Werdt (1801–1841), Maler
- Hans Fritz Ernst Armand von Werdt (1865–1937), Eisenbahningenieur
- Armand von Werdt (1928–2020), Dr. iur., Rechtsanwalt
- Rudolf von Werdt (1929–2021), Leiter BKW, Kleiner Burgerrat
- Josef Duss-von Werdt (1932–2019), Psychologe und Theologe
- Hans von Werdt (* 1958), Hals- und Gesichtschirurg
- Nicolas von Werdt (* 1959), Bundesrichter
- Rudolf von Werdt (* 1960), Betriebsökonom und Marketingfachmann